# 正親町三条公綱
正親町三条 公綱（おおぎまちさんじょう きんつな、生没年不詳）は、鎌倉時代後期から南北朝時代にかけての公卿。初名は正親町三条公長。法名は阿寂。

## 官歴
- 永仁2年（1294年）：従五位下
- 永仁5年（1297年）：従五位上
- 永仁７年（1299年）：正五位下、侍従
- 嘉元2年（1304年）：武蔵介、右近衛少将
- 嘉元3年（1305年）：従四位下
- 徳治3年（1305年）：正四位下、右近衛中将
- 文保2年（1318年）：少納言、右近衛中将
- 元応2年（1320年）：加賀介
- 元弘4年（1320年）：右京大夫
- 延元5年（1340年）：従三位

## 系譜
- 父：正親町三条実任